# Almuevennen (København)
 For alternative betydninger, se Almuevennen. (Se også artikler, som begynder med Almuevennen)
Almuevennen var et københavnsk ugeblad, hvis fulde navn var Almuevennen og Kiøbenhavns Amts Landcommunal-Tidende.
Almuevennen blev grundlagt i 1842 af skolelæreren Rasmus Sørensen, føreren for den i 1840'erne begyndte demokratiske bondebevælgelse, og den senere folketingsmand J.A. Hansen. Bladet blev det første organ for den demokratiske bondebevægelsese, særligt Bondevennernes Selskab fra selskabets stiftelse i 1846. I nogle år havde det Frederik Barfod som redaktør.
I 1853 skiftede bladet navn til Folkebladet, hvilket holdt indtil 1856, hvor det smeltede sammen med Morgenposten. I 1873 begyndte J.A. Hansen igen udgivelsen af Almuevennen, der udkom frem til hans død i 1877. I denne sidste fase var det særligt en litterær repræsentant for Femte Juni Folkeforening og satte som sådan særlig kraft ind på at holde mindet om kong Frederik VII og grevinde Danner højt.

## Ekstern henvisning
- Digitaliserede udgaver af Almuevennen i Mediestream
- Almuevennen i opslagsværket "De Danske Aviser"